# Krabbvisslare
Krabbvisslare (Pachycephala lanioides) är en fågel i familjen visslare inom ordningen tättingar.

## Utseende och läte
Krabbvisslaren är en stor och knubbig tätting med kraftig krökt näbb. Hanen är grå ovan och vit under, med svart hjässa som är förbunden med ett svart och brunt halband, inramande en vit strupe. Honan och ungfågeln är grå ovan, ljus under, med tunna streck som övergår i en nästan vit buk. Lätena är ljudliga och visslande, med bland annat ett tvåtonigt stigande "toooo-whittt".

## Utbredning och systematik
Krabbvisslare delas in i tre underarter med följande utbredning:
- Pachycephala lanioides carnarvoni – förekommer i kustnära centrala Western Australia (Pilbara region)
- Pachycephala lanioides lanioides – förekommer i kustnära nordvästra Western Australia (västra Kimberley)
- Pachycephala lanioides fretorum – förekommer i kustnära nordvästligaste Western Australia till sydvästra Kap Yorkhalvön

## Status
Arten har ett stort utbredningsområde och beståndet anses vara stabilt. Internationella naturvårdsunionen IUCN listar den därför som livskraftig (LC).